# Fibromialgie

Cele 9 puncte de hipersensibilitate caracteristice fibromialgiei, pe fiecare jumătate a corpului, după Asociația Americană de Reumatologie, 1990

Fibromialgie sau sindromul fibromialgic este un sindrom sau boală (Organizația Mondială a Sănătății, 1992) din categoria bolilor reumatice, cunoscut sub diverse nume și cercetat începând din secolul al XIX-lea. Denumirea actuală, având semnificația de durere în  mușchi și în țesuturile conective fibroase din mușchi, a fost aleasă în anul 1976 și provine din cuvântul de origine latină „fibra”, și cuvintele de origine greacă „mys” (μυς - mușchi) și „algos” (άλγος - durere),    
Simptomele și semnele caracteristice fibromialgiei sunt dureri musculare migratoare răspândite în mai multe regiuni ale corpului, o rigiditate anumită în mișcări la scularea dimineața și o hipersensibilitate dureroasă la presiune în timpul palpării mai multor puncte (tender points) de obicei simetrice, de pe corp, precum și simptome însoțitoare precum un somn neconfortant, tendința la oboseală, tulburări de atenție și de motivație. Tulburarea acompanează uneori boli articulare inflamatorii. Fibromialgia însăși nu are semne de inflamație și trebuie diferențiată de artrita reumatoidă și de alte boli inflamatorii ale sistemului musculo-scheletal. Ea este mai răspândită la femei decât la bărbați. Tratamentul cuprinde medicamente, gimnastică medicală și metode de medicină complementară și alternativă.

## Epidemiologie

Simptomele și semnele fibromialgiei - în limba spaniolă

Fibromialgia afectează 2-8 % din populație .
În S.U.A. în anul 1990 era prevalentă la 3.4% din femei și la 0.5% din bărbați. .Femeile sunt atinse de 5-9 ori mai mult decât bărbații. Deoarece criteriile stricte de diagnostic în cercetare ale Asociației Americane de Reumatologie din 1990 sunt considerate insuficient de sensibile in practica clinică, se consideră că numărul bărbaților care suferă de fibromialgie este mai mare decât cel apreciat inițial. 
Se întâlnește de obicei la femei adulte, cu o creștere a frecvenței între vârstele de  25-35 și 45-55 ani. La femei având vârsta între 70-79 ani prevalența ajunge la 7.4%.
Boala poate uneori fi diagnosticată și la copii și adolescenți. La copii frecvența cazurilor de fibromialgie este asemănătoare la fete și băieți. Poate însoți unele reumatisme inflamatorii clinice în 20% din cazuri
Exista un risc ridicat de fibromialgie in boli ca osteoartrita, spondilita ankilozantă, lupus eritematos diseminat, artrita reumatoidă Cazurile de fibromialgie ajung la 15% din cazurile de boli reumatice, aceasta fiind a doua boală ca frecvență în consultațiile reumatologilor 

## Etiologie
Spre deosebire de majoritatea bolilor reumatice, fibromialgia nu este considerata o boală inflamatorie sau autoimună. Semnele biologice de inflamație în examenele de sânge (ex.ESR) sunt în general normale. Fibromialgia nu provoacă deformații articulare și nu duce la degenerare musculară. Ea nu este nici o boală progresivă care se agravează tot mai mult în cursul anilor. 
Cauzele și mecanismele patogenice ale fibromialgiei sunt necunoscute.
Sunt evocați factori biologici, psihologici și social-culturali, care pot interacționa.
Unii cercetatori clasifică fibromialgia într-o formă primară și una secundară.
În fibromialgia primară, cu o etiologie idiopatică, ar fi implicați factori biologici -o predispoziție genetică, o tulburare în prelucrarea nervoasă centrală a informațiilor nociceptive și în percepția durerii, tulburări hormonale - a axei hipotalamus-hipofiză-suprarenală și a sistemului hormonal de creștere, modificari in sistemele de neurostransmitere dopaminergic și seroninergic, eventual tulburări în sistemul imunitar, precum și factori psihici și stresuri psiho-sociale. Fibromialgia secundară ar fi cea care apare în urma unei alte boli, somatice ca de exemplu boli reumatice inflamatorii și ortopedice, traumatisme fizice accidentale sau operatorii, infecții virale , sau a unor tulburări psihice post traumatice.

### Factorii biologici
Fibromialgia este privită ca o tulburare neuro-senzorială, de sensitivitate centrală, în care este afectată prelucrarea informațiilor nociceptive la nivelul sistemului nervos central și care duce la scăderea pragului de percepție a durerii, a căldurii și frigului, a stimulilor electrici și acelor acustici. Studii de MRI funcțional au arătat rolul unei hiperactivități a cortexului insular,(insula). 
Studii familiale au dus la suspectarea unor mecanisme genetice în fibromialgie și în alte sindroame de sensitivitate centrală înrudite.,
Sunt probabil implicați de asemenea neurotransmițători precum serotonina, care joacă un rol în prelucrarea informației nociceptive și în mecanismele  somnului,  și substanța P. La pacienții cu fibromialgie s-au detectat nivele mai reduse de metaboliți ai serotoninei în lichidul cefalorahidian. Din contră, substanța P, care ar putea interveni în răspândirea durerii musculare, are valori crescute în lichidul cefalorahidian. Este studiată și implicarea somatomedinei C,  sau insulin-like growth factor C, mediator major în funcția anabolică a hormonului de creștere GH, și al cărui nivel ar scădea în fibromialgie.
Studii histologice ale țesutului conjuמctiv subcutanat au demonstrat modificări în numărul și compoziția terminațiilor nervoase senzoriale din acest strat. La bolnave de fibromialgie numărul unor terminații nervoase senzoriale din piele crește foarte mult în vecinătatea așa numitelor shunturi arteriolă-venulă AVS, fiind implicate în reglarea irigării țesutului conjunctiv subcutanat . Shunturile menționate sunt comunicări vasculare între arteriole și venule și permit reglarea temperaturii în stratul histologic respectiv. Se presupune că tulburările frecvente în sensibilitatea la rece sau la cald observate în fibromialgie este legată de aceste modificări în innervația țesutului conjunctiv subcutanat.
Pacienți cu fibromialgie suferă mai frecvent în medie de tendință la depresie și anxietate. Dacă aceste tulburări psihice sunt consecința durerilor cronice sau dacă simptomele fibromialgiei reflectă tulburări psihice subjacente este o chestiune neclară, aflată în centrul discuțiilor științifice. 
În istoria personală a bolnavilor de fibromialgie se întâlnesc frecvent traumatisme corporale și abuzuri sexuale.
Studii ale NIAMS (secție a Institutului Național de Sănătate al SUA - NIH. Institutul Național pentru Artrite și Boli musuloscheletale și de piele) au găsit la pacienții cu fibromialgie niveluri scăzute de cortizol în urină.La clinica ginecologică a Spitalului Brigham and Women din Boston. Massachusetts, și la Centrul Medical al Universității Michigan din Ann Arbor au fost studiate reglarea și funcția glandei suprarenale la pacienții cu fibromialgie. Persoanele cu secreție scăzută de cortizol în corp au acuzat numeroase simptome tipice fibromialgiei.
La bolnavii de fibromialgie adesea nopți nedormite sunt urmate de agravări ale durerilor. 
Prima caracteristică obiectivă observată în fibromialgie a fost intruzia de unde alfa între undele delta ale stadiului de somn adânc III/IV.
Boala este influențată de factori de vârstă (vezi epidemiologia) și sex.
Sistemele centrale de modulare a durerii sunt influențate de modificări în nivelul hormonilor repoductivi. 
Stimuli aversivi și stresuri,  provoacă mai des schimbări în sistemul nervos simpatic și  axa HPA , precum și reactii psihologice, în rândul femeilor decât al bărbaților.

### Factori psihologici
Circa 2/3 din pacienții suferind de dureri cronice au rude de gradul întâi cu durere cronică, 1 treime din ei au rude suferind de tulburări afective, iar o treime din ei au în familie persoane cu alcoolism 
Dureri cronice apar adesea, ca și anxietatea și somatizația, la adulți care au suferit în copilărie de abuzuri fizice, emoționale sau sexuale. Vulnerabilitatea biologică poate decurge, partial, și din efectele persistente ale unor asemenea stresuri de la începutul vieții asupra sistemelor de răspuns la stres.
În fibromialgie se întâlnește o comorbiditate comună cu boli afective (depresie unipolară și boala afectivă bipolară), tulburări de anxietate, obsesiv compulsive, tulburări de stress post-traumatice, de asemenea tulburari de alimentatie si abuzul de droguri.
S-a găsit că pragul de durere la presiune corelează la bolnavi de fibromialgie cu comorbiditatea psihologica.
de pildă cu gradul de depresie și de anxietate, cu gândurile catastrofice, și cu controlul redus asupra durerii.